# UNICRI
UNICRI (United Nations Interregional Crime and Justice Research Institute) jest jednostką utworzoną w ramach ONZ w 1967 r. Jej celem jest wspieranie Narodów Zjednoczonych w zapobieganiu przestępczości i organizacji wymiaru sprawiedliwości w sprawach karnych, a także w formułowaniu i wdrażaniu lepszych rozwiązań w tych dziedzinach. 
Cele UNICRI to: 
- podniesienie poziomu zrozumienia problemów związanych z przestępczością;
- promowanie sprawiedliwych i efektywnych systemów sprawiedliwości karnej;
- wspieranie poszanowania dla międzynarodowych instrumentów i innych standardów;
- ułatwienie międzynarodowej współpracy w zakresie ochrony prawa i wykonywania wyroków sądowych.

Na czele UNICRI stoi Rada Powiernicza złożona z uznanych ekspertów, zaś personel składa się ze specjalistów prowadzących badania, szkolenia, zarządzających współpracą techniczną i dokumentacją. Programy UNICRI mają na celu promowanie rozwoju instytucjonalnych możliwości państw w zakresie zapobiegania przestępczości i spraw karnych oraz pomoc w projektowaniu polityki karnej.